# Berthold von Zwiefalten
Berthold von Zwiefalten (* um 1090; † nach 1169) war ein Benediktinermönch, Abt im Kloster Zwiefalten und Chronist (Zwiefalter Chroniken).
Er schrieb zwischen 1137 und 1139 eine Chronik des Klosters Zwiefalten, die er mit Zusätzen bis 1146 fortsetzte. Er benutzte dazu eine ältere Chronik des Ortlieb von Zwiefalten und allgemeine historische Werke. Das Werk verarbeitet auch persönliche Erfahrung und Kenntnisse und gibt Einblicke in das sozialökonomische Umfeld der damaligen Klöster. Berthold war ein Gegner von Heinrich IV. (die Gründer des Klosters standen zur Zeit des Investiturstreits auf Seiten des Papstes). Er schreibt über die Gründerfamilie, Gönner wie Heinrich V. und Bolesław III. Schiefmund und die welfischen Vögte. Die Chronik ist nur aus Abschriften bekannt.
Von 1139 bis 1141 und von 1158 bis 1169 war er Abt des Klosters.

## Schriften
- Luitpold Wallach: Berthold of Zwiefaltens Chronicle, Reconstructed and Edited with an Introduction and Notes, Traditio, Band 13, 1957,S. 153–248
- Die Zwiefalter Chroniken Ortliebs und Bertholds (Übersetzer und Herausgeber Luitpold Wallach), in: Erich König, Karl Otto Müller (Hrsg.): Schwäbische Chroniken der Stauferzeit, Band 2, Kohlhammer 1941, S. 136–286 (mit deutscher Übersetzung, 2. Auflage Thorbecke 1978)
- Eine alte Genealogie der Welfen und des Mönchs von Weingarten Geschichte der Welfen mit den Fortsetzungen und einem Anhang aus Berthold von Zwiefalten, Die Geschichtsschreiber der deutschen Vorzeit, Band 68, Leipzig 1895 (Hrsg. Georg Grandaur)